# Common Rider/Against All Authority
Common Rider/Against All Authority Split è un album split dei gruppi musicali statunitensi Against All Authority e Common Rider, pubblicato nel 2005 due anni dopo lo scioglimento dei Common Rider.

## Tracce
1. Lied To (Against All Authority)
2. War Machine Breakdown (Against All Authority)
3. Barricades (Against All Authority)
4. World Dominator (Against All Authority)
5. Where The Waves Are Highest (Common Rider)
6. Dogtown (Common Rider)
7. Blue Spark (Common Rider)
8. The Only Ones (Common Rider)

War Machine Breakdown è presente anche nell'album The Restoration of Chaos & Order, degli Against All Authority.
Le canzoni dei Common Rider presenti in questa pubblicazione altro non sono che delle tracce escluse dal loro precedente album studio, This is Unity Music, del 2002.